# Goldene Kamera 1969
Die Verleihung der Goldenen Kamera 1969 fand am 15. Januar 1970 im Verlagshaus der Axel Springer GmbH in Berlin statt. Es war die 5. Verleihung dieser Auszeichnung. Das Publikum wurde durch den Verleger Axel Springer begrüßt. Die Verleihung der Preise und die Moderation übernahm Hans Bluhm, der Chefredakteur der Programmzeitschrift Hörzu (damals noch Hör zu). An der Veranstaltung nahmen etwa 240 Gäste teil. Die Verleihung wurde nicht im Fernsehen übertragen. Die Leser wählten in der Kategorie Bester Showmaster ihren Favoriten.

## Preisträger

### Schauspieler
- Martin Held – Rumpelstilz

### Schauspielerin
- Christine Wodetzky – Verraten und verkauft

### Beste Leitung & Regie
- Hans-Gerd Wiegand – Jugendmagazin Baff

### Bester Leiter & Moderator
- Wolfgang Schröder – Wirtschaftsmagazin Bilanz

### Beste Regie
- Stanislav Barabáš – Der ewige Gatte

### Beste Sendereihe
- Loriot – Cartoon

### Beste Showmaster
- Peter Alexander – Pauls Party und Peter Alexander präsentiert Spezialitäten (Hör zu-Leserwahl)

### Bester Tänzer, Sänger & Choreograph
- Lester Wilson